# Peperomia serpens
Peperomia serpens là một loài thực vật có hoa trong họ Hồ tiêu. Loài này được (Sw.) Loudon miêu tả khoa học đầu tiên năm 1830.